# Radnice v Kašperských Horách
Radnice v obci Kašperské Hory je renesanční budova na náměstí.

## Historie
Roku 1539 dům získal Jiří z Lokšan darem od krále Ferdinanda I. jako svobodný dům královského hradu Kašperka. Po jeho smrti v roce 1551 ho jeho vdova odkázala městu. Od roku 1597 slouží jako sídlo radnice.
Štuková výzdoba na průčelí domu pochází z doby poslední přestavby v 70. letech 18. století; autorství je připisováno stavebnímu mistrovi Filipu Hegerovi. V letech 1850 až 1938 byla radnice zároveň sídlem oblastního soudu.